# Wladyslaw Orlow
Wladyslaw Walerijowytsch Orlow (ukrainisch Владислав Валерійович Орлов, englisch Vladyslav Orlov; * 17. Mai 1995 in Charkiw) ist ein ukrainischer Tennisspieler.

## Karriere
Auf der ITF Junior Tour blieb Orlow ohne Platzierung. Er studierte an der Karasin Universität in Charkiw, bevor er sich dem Profitennis widmete.
2016 sammelte Orlow seine ersten Punkte für die Tennisweltrangliste und gewann seinen ersten Titel der ITF Future Tour im Doppel. 2018 gelang ihm ein Durchbruch im Doppel mit vier Future-Turniersiegen. Zudem qualifizierte er sich bei den Sopot Open erstmals für ein Challenger-Turnier. Das Jahr beendete er auf Rang 296 im Doppel und Rang 709 im Einzel.
In den Jahren 2019 und 2020 konnte Orlow auch im Einzel Erfolge erzielen und gewann jeweils zwei Future-Turniere. Im Doppel siegte er 2019 dreimal und 2020 einmal bei einem Turnier. Anfang 2021 erreichte er mit Platz 350 im Einzel sein Karrierehoch, jedoch blieb ihm der Durchbruch auf der Challenger Tour verwehrt; lediglich 2020 bei den Bangkok Open gelangen ihm zwei Siege bei einem Challenger-Turnier. Im Doppel erreichte er 2021 zweimal das Halbfinale, in Oeiras und Antalya.
Nach einem titellosen Jahr 2021 gewann Orlow 2022 vier Einzel- und zwei Doppeltitel auf der Future Tour, konnte sein Ranking jedoch nicht signifikant verbessern, da er auf der Challenger Tour erfolglos blieb. Ab 2023 konzentrierte er sich mehr auf das Doppel. In diesem Jahr gewann er drei Future-Titel, gefolgt von vier weiteren im Jahr 2024. Zusätzlich erreichte er erstmals Finals auf der Challenger Tour, in Tampere 2023 und Lyon 2024. Diese Erfolge brachten ihn im Juni 2024 auf Rang 209 im Doppel, sein Karrierehoch. Bis Jahresende fiel er jedoch um etwa 70 Plätze zurück.
Für die ukrainische Davis-Cup-Mannschaft kam Orlow seit 2022 in vier Begegnungen zum Einsatz. Seine Bilanz dort beträgt 2:3.

## Erfolge
| Legende (Anzahl der Siege) |
| Grand Slam                 |
| ATP Finals                 |
| ATP Tour Masters 1000      |
| ATP Tour 500               |
| ATP Tour 250               |
| ATP Challenger Tour (2)    |

### Doppel

#### Turniersiege
| Nr. | Datum         | Turnier | Belag | Partner                    | Finalgegner                  | Ergebnis          |
| --- | ------------- | ------- | ----- | -------------------------- | ---------------------------- | ----------------- |
| 1.  | 5. Juli 2025  | Brașov  | Sand  | Santiago Rodríguez Taverna | Alexandru Jecan Bogdan Pavel | 4:6, 7:65, [10:7] |
| 6.  | 26. Juli 2025 | Tampere | Sand  | Christoph Negritu          | Mats Hermans Mick Veldheer   | 7:5, 6:1          |